# Ambassade du Botswana en France
L'ambassade du Botswana en France est la représentation diplomatique de la république du Botswana auprès de la France.
L'ambassade a été ouverte en mars 2019. Avant cette date, c'est l'ambassade du Botswana en Belgique qui était accréditée auprès de la République française.
L'ambassadeur est, depuis mai 2019, Mustaq Moorad. Il a présenté ses lettres de créances à Emmanuel Macron le 10 décembre 2019.

## Ambassade
Elle est située 92, avenue Charles-de-Gaulle, à Neuilly-sur-Seine en France.
Elle possède aussi des bâtiments 39 rue de Bellevue, à Boulogne-Billancourt.

## Ambassadeurs du Botswana en France
| Date de nomination | Date de nomination | Date de remise des lettres de créance | Date de remise des lettres de créance | Diplomate                 |
| ------------------ | ------------------ | ------------------------------------- | ------------------------------------- | ------------------------- |
| ?                  |                    | 13 juin 1996                          | [ JORF 1 ]                            | Sasara Chasala George     |
| ?                  |                    | 18 juillet 2006                       | [ JORF 2 ]                            | Claurinah Tshenolo Modise |
| ?                  |                    | 6 juin 2011                           | [ JORF 3 ]                            | Samuel Otsile Outlule     |
| ?                  |                    | 10 décembre 2019                      | [ JORF 4 ]                            | Mustaq Moorad             |